# 朱安淇
原武恭順王朱安淇（1482年—1558年），明朝周藩第三代原武王，原武康僖王朱同䥩的庶第五子。

## 生平
弘治三年（1490年）十一月，獲賜名安淇。朱安淇初封鎮國將軍。弘治十三年（1500年）十月，襲封原武王。
正德五年（1510年），原武王府輔國將軍朱安激因擅殺商人，被革爵為庶人。
嘉靖三十七年（1558年）五月，朱安淇去世，享年七十七歲，諡號恭順。兩年後，嫡長子朱睦㰋襲爵。

## 家庭

### 妻
- 劉氏，西城兵馬副指揮劉珍次女，弘治十三年（1500年）冊為原武王妃[2]

### 子
- 嫡長子：原武莊惠王朱睦㰋